# روبرت بوير (كيميائي)
روبرت بوير (بالإنجليزية: Robert Boyer)‏ هو كيميائي أمريكي، ولد في 30 سبتمبر 1909، وتوفي في 11 نوفمبر 1989.